# Dúbravka (district de Michalovce)
Pour les articles homonymes, voir Dúbravka.
Dúbravka (hongrois : Dobróka) est un village de Slovaquie situé dans la région de Košice.

## Histoire
Première mention écrite du village en 1409.

## Démographie

### Évolution de la population
| Année:               | 1994. | 2004.   | 2014.   | 2024.   |
| -------------------- | ----- | ------- | ------- | ------- |
| Nombre de personnes: | 703   | 661     | 693     | 663     |
| Différence:          |       | -5,97 % | +4,84 % | -4,32 % |

| Année:               | 2023. | 2024.   |
| -------------------- | ----- | ------- |
| Nombre de personnes: | 659   | 663     |
| Différence:          |       | +0,60 % |

## Politique
| Nom            | Parti politique | Date de l'élection | Fin du mandat |
| -------------- | --------------- | ------------------ | ------------- |
| Andrej Bajužík | ĽS-HZDS         | 02.12.2006         | Déc. 2010     |